# Вебервил (Мичиген)
Вебервил (енгл. Webberville) град је у америчкој савезној држави Мичиген.

## Демографија
По попису из 2010. године број становника је 1.272, што је 231 (-15,4%) становника мање него 2000. године.
| Група             | 2000.         | 2010.         |
| Белци             | 1.449 (96,4%) | 1.218 (95,8%) |
| Афроамериканци    | 9 (0,6%)      | 7 (0,6%)      |
| Азијати           | 5 (0,3%)      | 1 (0,1%)      |
| Хиспаноамериканци | 16 (1,1%)     | 34 (2,7%)     |
| Укупно            | 1.503         | 1.272         |